# Сігетвар (еялет)
Еялет або пашалик Сігетвар — адміністративно-територіальна одиниця Османської імперії. Існував у 1596—1601 роках. Утворився з частини еялету Буда (на теперішніх землях Угорщини).

## Історія
У 1566 році після тривалої облоги було захоплено османськими військами фортецю Сігетвари в Угорському королівстві. Землі навколо перетворено на санджак сігетвар у складі Будинського бейлербейства. У 1594 році під час Довгої Турецької війни австрійська армія захопила Сігетвар.
У 1596 році під час походу султана Мехмеда III місто було відвойовано 8 вересня 1596 року. Тоді ж утворено самостійний Сігетварський еялет. завданням його паши була оборона кордонів османських володінь в Угорщині. Втім вже у 1601 році еялет Сігетвар було приєднано до Канізького еялету в статусі санджаку.